# Charles J. Folger
Charles James Folger (født 16. april 1818 i Nantucket, Massachusetts, USA, død 4. september 1884 i Geneva, New York) var en amerikansk republikansk politiker og jurist.
Han var medlem af delstatens senat i New York 1862-1869 og delegat til delstaten New Yorks konstitutionskonvention i 1867. Han var også delegat til republikanernes partimøde i 1868.
Han var dommer i New York Court of Appeals 1870-1880 og domstolens ordfører 1880-1881. Han gjorde tjeneste som USA's finansminister under præsident Chester A. Arthur 1881-1884 og døde i embedet. Under Folgers tid som finansminister havde USA's regering det største budgetoverskud i USA's historie.
| Efterfulgte: William Windom | USA's finansminister 1881–1884 | Efterfulgtes af: Walter Q. Gresham |